# Франсоа Пираер
Франсоа или Франс Пираер (Боргерхаут, 15. фебруар 1913 — Антверпен, 28. март 1988) био је белгијски фудбалер.

## Биографија
Играјући као везни фудбалер Ројал Антверпена 1930-их, освојио је три утакмице за Белгију 1934. Одиграо је једну утакмицу током Светског првенства исте године.